# Лео Бакеланд
Лео Хендрик Бакеланд (на нидерландски: Leo Hendrik Baekeland) е американски химик от белгийски произход, който създава първата синтетична пластмаса – бакелита.

## Биография
Лео Бакеланд е роден на 14 ноември 1863 година в Синт Мартенс Латем близо до Гент. През 1884 година завършва химия в Гентския университет, където става асистент. През 1889 година заминава за Съединените щати, където демонстрира свой метод за проявяване на фотографски плаки с вода, вместо със специални химикали, и е нает от производителя на фотографска техника Ansco.
През 1891 година Бакеланд напуска Ansco и започва да прави собствени изследвания. Той създава фотографската хартия Велокс, която за пръв път дава възможност за получаване на качествени снимки при изкуствено осветление. След като се опитва без успех самостоятелно да внедри изобретението си, през 1899 година той го продава на Джордж Истман за огромната за времето си сума от 1 милион долара.
С получените средства Лео Бакеланд изгражда в Йонкърс добре оборудвана лаборатория, в която започва да провежда интензивни изследвания. През следващите години той патентова повече от 55 изобретения, сред които метод за импрегниране на дървен материал, процес за сепариране на мед и кадмий и други.
Най-значимото изобретение на Бакеланд остава бакелитът. Първоначално той започва опити за получаване на синтетичен заместител на шеллака, естествена смола, отделяна от вид бръмбари. С тази цел той изследва реакциите на фенол и формалдехид и първоначално получава смолата новолак, а впоследствие и твърдата пластмаса бакелит (полиоксибензилметиленгликоланхидрид), за която подава заявка за патент през 1907 година.
Бакелитът се получава при смесването и нагряването на фенол и формалдехид, които след това могат да бъдат формовани или екструдирани, и се превръща в първата широко използвана пластмаса. Ниската му електропроводимост и свойството му да запазва формата си при относително високи температури го превръща в основен материал за зараждащата се електротехническа промишленост, а скоро той навлиза и в други области на промишлеността. В края на живота на Бакеланд световното производство на бакелит е 175 хиляди тона, като от него се изготвят над 150 хиляди различни артикула.
Лео Бакеланд умира на 23 февруари 1944 година в Бийкън, щата Ню Йорк.